# Dutchess County
Dutchess County je okres ve státě New York ve Spojených státech amerických. K roku 2010 zde žilo 297 488 obyvatel. Správním a největším městem okresu je Poughkeepsie. Celková rozloha okresu činí 2 137 km².